# Matcha

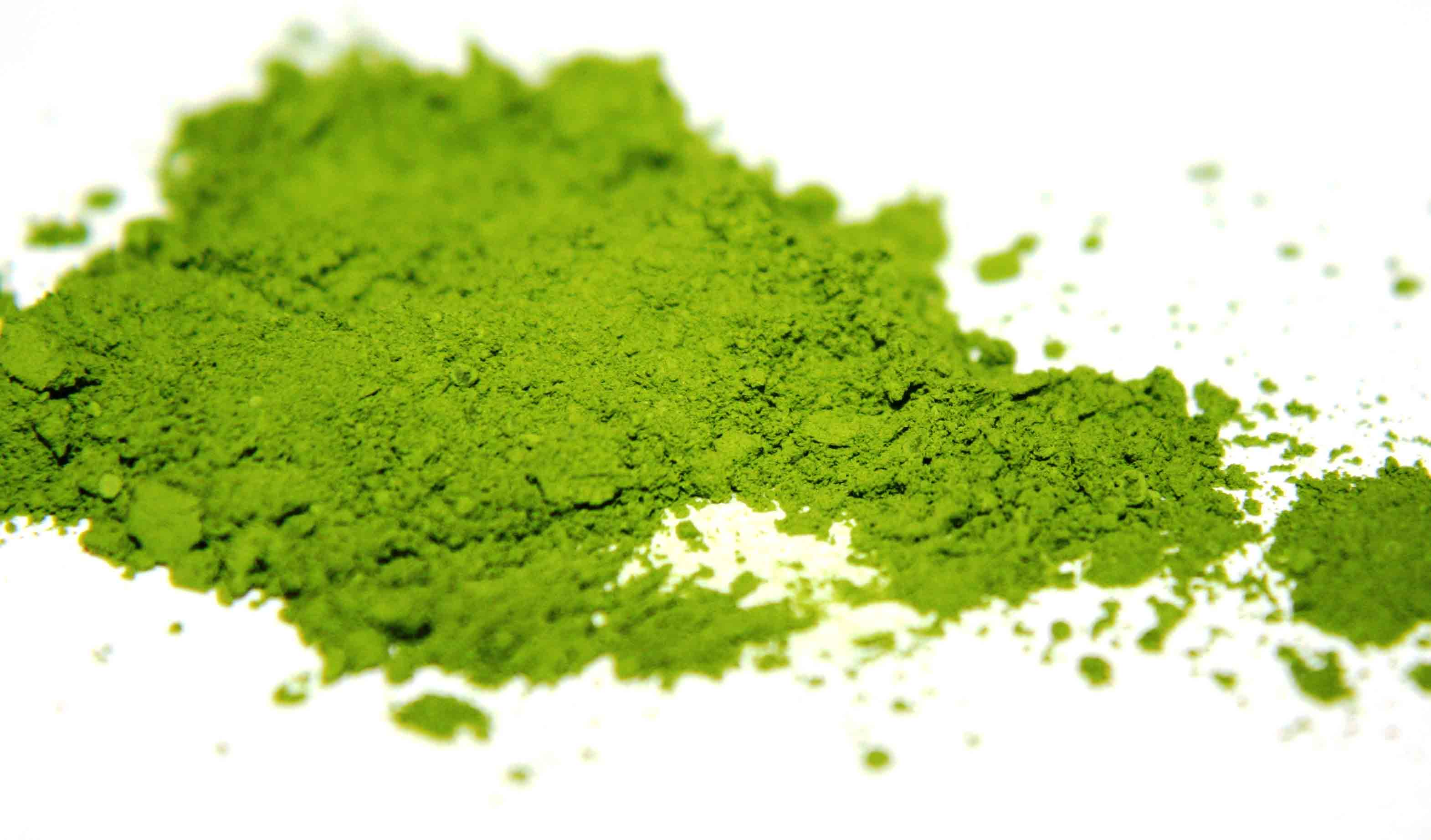
Tè matcha.

Il matcha (抹茶) è una delle varietà di tè originarie del Giappone.
È una polvere di tè verde che trae le sue origini dal tè cinese macinato chiamato mocha (末茶). La sua particolarità sta nel fatto che viene coltivato all’ombra (una tecnica detta cultivazione coperta) e non viene arrotolato durante la lavorazione.
Grazie alla coltivazione all’ombra, il matcha assume un colore verde vivido e aumenta il contenuto di aminoacidi come la teanina, responsabile del suo sapore umami. Questa tecnica fu sviluppata in Giappone durante il periodo Muromachi, e il colore brillante e il sapore caratteristico del matcha odierno derivano dalla tradizione giapponese.
Per consumarlo, si mescola la polvere di matcha con acqua calda utilizzando uno strumento speciale chiamato chasen (茶筅), una frusta di bambù. Il matcha è particolarmente apprezzato anche nella cerimonia del tè giapponese (sadō o chadō).

## Storia

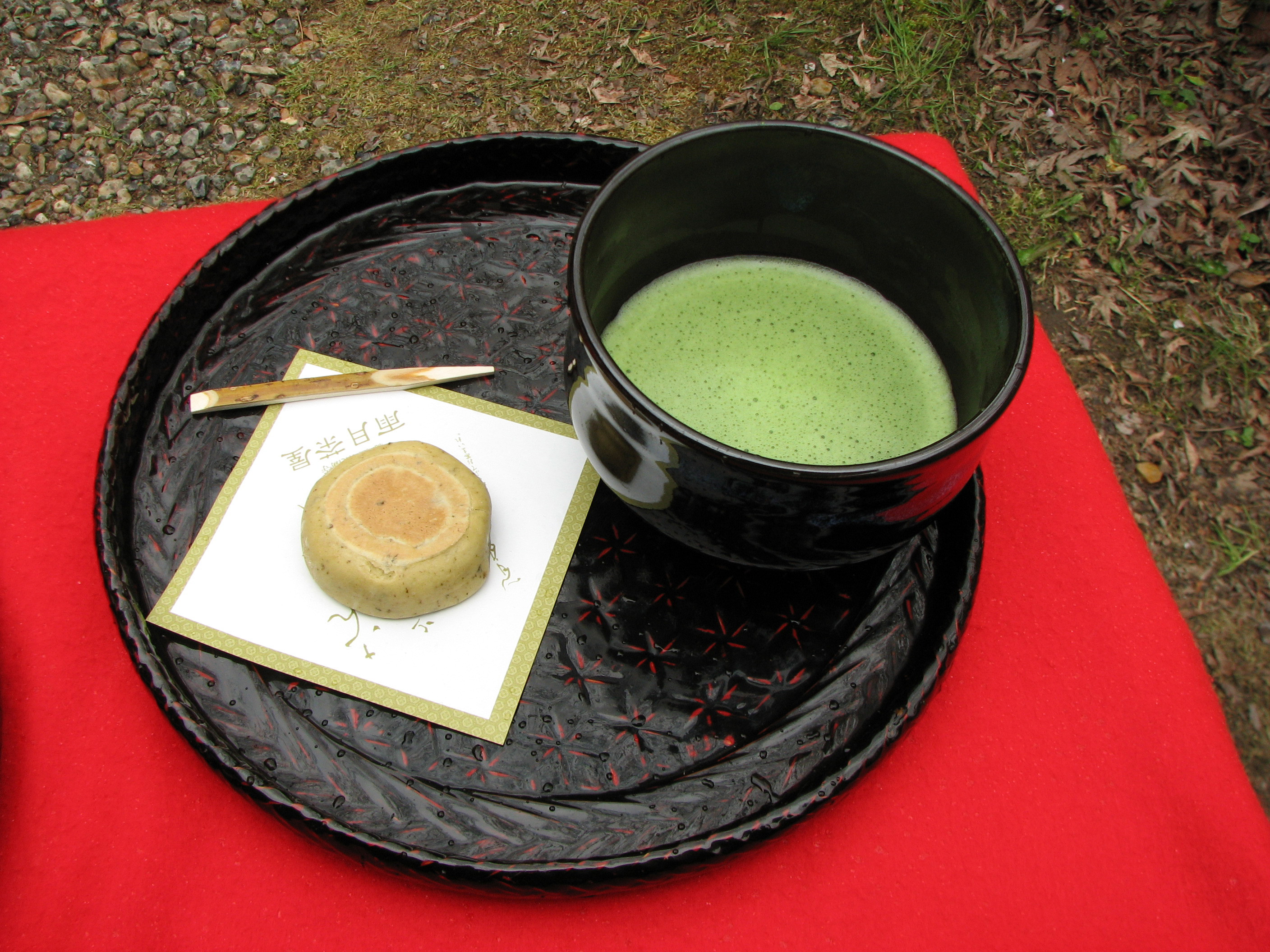
Una tazza di tè matcha.

Il matcha fu introdotto in Giappone nel XII secolo. Nel XIV secolo, con il divieto imposto da Zhu Yuanzhang della dinastia Ming alla produzione del tè pressato (tuánchá), ritenuto il predecessore del matcha, questa pratica scomparve in Cina e il tè in polvere continuò a svilupparsi unicamente in Giappone. 
In origine, il tè arrivato dalla Cina era probabilmente costituito da tè pressato di colore marrone scuro, ridotto in polvere. Tuttavia, a partire dal periodo Muromachi, grazie al miglioramento delle tecniche di coltivazione e lavorazione, si cominciò a ottenere una polvere a base di tè verde (tencha), simile a quella conosciuta oggi. 

## Utilizzo
In Giappone il tè maccha viene utilizzato anche come spezia o colorante naturale in cibi quali il mochi o la soba, il gelato al tè verde e un'enorme varietà di wagashi (torte, biscotti, tiramisù, cioccolatini, gelati industriali ed artigianali, crème caramel, muffin, frappé, granite).

### Cerimonia del tè

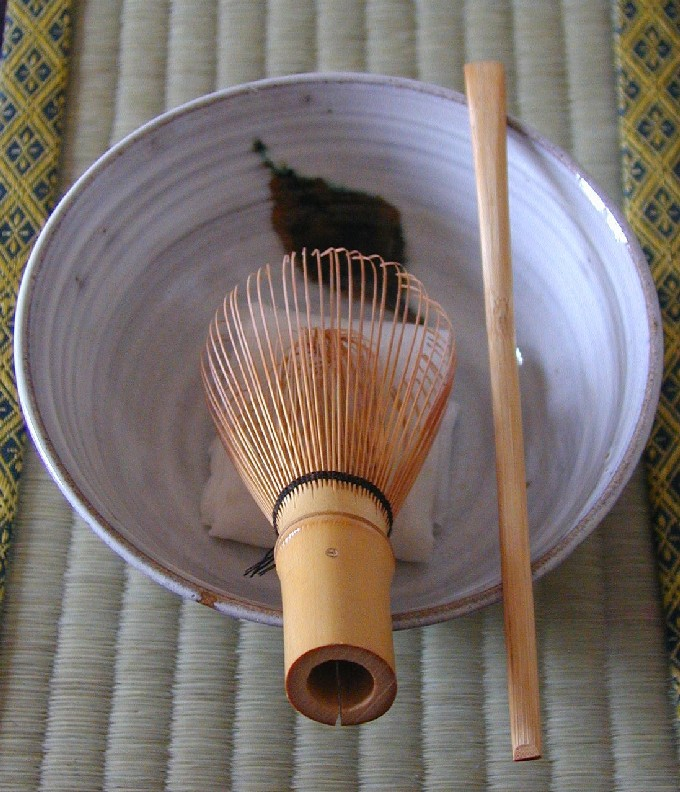
Chawan, (茶碗) la tazza al cui interno è stato posto il chakin, (茶巾) la piccola pezza bianca di lino utilizzata per asciugare la tazza dopo averla lavata. Sopra questa vi è il chasen (茶筅), la frusta in bambù per mescolare il tè in polvere con l'acqua bollente e, sul bordo destro della tazza vi è il chashaku (茶杓), il cucchiaio in bambù per raccogliere il tè in polvere dal suo contenitore, il chaki (茶器).

Il Cha no yu (茶の湯, "acqua calda per il tè"), conosciuto in Occidente anche come "cerimonia del tè", è un rito sociale e spirituale praticato in Cina e Giappone, indicato anche come Chadō o Sadō, [茶(cha)道(dao), Via del tè, in cinese].  
È una delle arti tradizionali zen più note. Questa cerimonia e pratica spirituale può essere svolta secondo stili e forme diverse. Nella cerimonia del tè denso (濃茶, koicha) viene utilizzato un tè proveniente dalle foglie più giovani delle piante più vecchie della piantagione. Viceversa, nella cerimonia del tè leggero (薄茶, usucha) viene utilizzato un tè proveniente dalle foglie più vecchie delle piante più giovani, risultando al gusto leggermente più amaro rispetto al tè denso. La polvere per il tè denso può essere usata per preparare anche il tè leggero, ma non viceversa. Per il tè leggero viene usato il doppio dell'acqua utilizzata per la preparazione del tè denso, in proporzione; quest'ultimo risulta quindi più pastoso.  
Anche i contenitori utilizzati per conservare il tè sono differenti (vedi anche chaki). Il tè leggero usucha, a seguito dello sbattimento dell'acqua col frullino durante la preparazione, si ricopre di una sottile schiuma di una tonalità particolarmente piacevole e profumata che si intona con i colori della tazza. Il maccha viene mescolato all'acqua calda con l'apposito frullino di bambù (chasen, 茶筅), creando non un'infusione ma una sospensione, ovvero la polvere di tè viene consumata insieme all'acqua. Per questo motivo e per il fatto che il maccha viene prodotto utilizzando germogli terminali della pianta, la bevanda ha un effetto notevolmente eccitante. Infatti veniva utilizzata, e lo è tutt'oggi, dai monaci Zen, per rimanere svegli durante le pratiche meditative (zazen, 坐禅).

## Caratteristiche
Il maccha è ricco di vitamine, minerali, polifenoli ed è il tè con la maggior percentuale di antiossidanti (anche superiore al normale tè verde).
Non è l'unico tè verde in polvere giapponese: esistono anche il Funmatsu-ryokucha ed il Konacha, dall'aspetto molto simile ma di qualità, di norma, minore e con il quale il matcha non deve essere confuso.